# 바르수볼라드 칸
바르수 볼라드 지농(몽골어: ᠪᠠᠷᠰ
ᠪᠣᠯᠤᠳ
ᠵᠢᠨᠦᠩ Barsu Bolad Jinong Барсболд жинон , 1484년 혹은 1488년 ~ 1531년)은 바르수볼라드 사인 알락 카안(몽골어: ᠪᠠᠷᠰᠪᠣᠯᠤᠳ
ᠰᠠᠶᠢᠨ
ᠠᠯ‍ᠠᠭ
ᠬᠠᠭᠠᠨ Barsubalad Sayin Alaγ Qa'an Барсболд сайн алаг хаан)이라고도 한다. 바르수볼루드, 바르수볼라드 사인 등으로 불리기도 한다. 북원의 카안(재위:1517년 ~ 1519년), 몽골 우익 3투멘의 진왕(재위:1519년 ~ 1531년)이다. 아저(阿著)라는 별칭으로도 불린다. 바르수 볼라드 지농은 다얀 카안의 3남으로 원래 황태자는 다얀 카안의 장남 투루 볼라드의 아들인 보디 알락이었다. 그의 이름 바르수볼라드는 몽골어로 "강철 호랑이"라는 뜻이며, 사인 알락(сайн алаг)은 몽골어로 좋은 바둑판이라는 뜻이다. 이속기(夷俗記)의 세계표에 의하면 사이나라(賽那剌)로 나타난다.
1512년 오르도스의 투멘 지농(친왕)에 봉해져 오르도스 만호를 영지로 받았다. 다얀 칸 사후(1517) 바르수 볼라드 지농은 스스로를 대칸으로 선언했다. 보디 알락은 동몽골을 다스리기에는 너무 어리고 미숙했기 때문이었다. 그러나 1519년 보디 알락 칸은 3군을 이끌고 그의 넷째 삼촌 아르수 볼라드와 동맹하여 바르수 볼라드 칸에게 도전했다. 그들은 골육상쟁을 피하기 위해 협상했다.
바르수 볼라드는 대칸위를 포기했고, 보디 알락 칸이 전 몽골의 새로운 대칸이 되었다.
그 직후에 바르수 볼라드 칸이 죽었는데 그는 동몽골의 위대한 군주였던 투메드부의 영웅 알탄 칸의 아버지였다.

## 생애

### 생애 초기
그는 1484년에 바투몽케 다얀 카안의 셋째 아들로 태어났으며, 생일은 기록이 없다. 1488년생 설도 있다. 일설에는 1490년생 설이 있다. 어머니는 만두하이 카툰이다. 만두하이 카툰이 낳은 쌍둥이 형제로 아르수볼라드가 있다. 그의 이름 바르수볼라드는 몽골어로 강철 호랑이라는 뜻이고, 별명인 사인 알락(сайн алаг)은 좋은 바둑판, 좋은 체크무늬라는 뜻이다. 바르수볼라드의 쌍둥이 형제는 전쟁 중에 태어나 조국의 지원군, 영웅의 아들이라는 별명이 있었다. 이속기(夷俗記)의 세계표에 의하면 사이나라(賽那剌)로 나타난다.
일설에는 그의 남동생 아르수볼라드와 쌍둥이 형제로 태어났다 한다. 그런데 다른 설에는 누이인 투룰트 궁지와 쌍둥이 남매로 태어났다는 설도 있다.
소년 시절에 그는 몽골 동부 우익의 몽골진부(满官嗔部 혹은 蒙古勒津部, 满官嗔)로 보내져 생활하다가 돌아왔다. 이부누나 이시케 공주의 남편 콰치(火篩)가 몽골진부의 영주였다. 몽골진부의 영주였던 타라칸(脫羅干)은 만돌 칸의 부하였고, 만돌 칸과 후처 만두하이 카툰의 둘째 딸 이시케를 타라칸의 아들 콰치와 혼인시켰다. 다얀 카안은 그를 몽골진부 콰치에게 보내 성년이 될 때까지 맡아 돌보게 하였다.

### 우익 3부의 진왕
1508년 그의 형 울루스 볼라드(Улсболд) 진왕은 오르도스의 칭기즈 칸 영묘에 참배하러 갔다가 몽골동부 우익의 이바라이(이브라힘) 태사, 만두라이 아할라프 등에게 살해되었다. 바르수볼라드는 가까스로 탈출, 좌익의 아버지 다얀 카안에게로 피신해 이를 알렸다. 투메드 투멘의 체그토부의 호사이 타브넌의 집에 있던 바르수볼라드 일가는 오르도스 투멘의 코부트부 테무르 등을 포함하여 7명과 함께 우익을 탈출, 그는 좌익 아버지 바투몽케 다얀 카안에게 도망쳤다. 1512년 다얀 칸은 테무르 등 7명에게 태사와 대다르칸(大 荅剌罕)의 칭호를 주고 우익 3투멘을 향해 출진, 가하이 엘리슨 전투와 대란 테리군의 전투에서 우익 3투멘을 패배, 항복시키고 울루스 볼라드의 원수를 갚았다. 이때 그는 투메드부 원정에 출전하였다.
1512년에 그는 진왕에 임명되었고, 몽골 동부의 우익 3투멘(오르도스부, 투메드부, 욘시예드부)을 맡아보았다. 바르수볼라드의 직할 영지는 허타오(河套)의 오르도스 투멘이었다. 후일 그의 자손들은 오르도스, 투메드, 욘시예드, 하르친부를 통치하였다. 그는 아버지 다얀 카안을 따라 오이라트 원정에 출정했다. 오이라트족과 다른 몽골 부족들에 대항하는 아버지의 군사 원정에 그는 적극적으로 활동, 용맹함과 뛰어난 군사 전술로 명성을 얻었다.

### 대칸 즉위와 퇴위
다얀 칸은 죽기 전에 그의 장남 토르드 볼라드와 그의 둘째 아들 울루스 보라트는 이미 죽었기 때문에, 손자 보디-알라그 칸을 후계자로 발표했다. 1517년 다얀 칸이 죽었을 때, 그의 삼남이던 바르스 보라토 사인 알라크 진왕은 토르 볼라등의 아들인 보디 알라크가 아직 나이 어리고, 경험이 부족하다 하여, 통일된 몽골을 유지하기 어렵다며, 스스로 제위에 올랐다. 다얀 칸의 통치 기간 동안 재통일된 몽골 울루스의 번영이 더 필요하다고 우려했던 일부 몽골 노얀, 귀족들의 지지를 얻었다.
그러나 3년 뒤, 보디 알라크는 좌익 삼투멘을 이끌고 팔백실(나이만 차간겔, 칭기즈 칸의 영묘)에 궤배하고 왕좌에 오른 것을 선언하고, 다른 삼촌인 아르수 볼라드와 연합, 삼촌인 바르수 볼라드 사인 알라크 진왕에게 격렬하게 꾸짖고 양위를 요구했다. 바르수 볼라드 사인 알라크는 골육상쟁을 피하기 위해 협상, 보디 알라크에게 왕좌를 포기하고, 보디 아라크는 8개의 흰색 방에 다시 궤배한 뒤 대칸이 되었다. 1519년 혹은 1523년 보디 알라그 칸은 그에게 지농 직책과, 몽골 우익 3투멘을 부여하였다.
그는 1531년 세상을 떠났고, 이듬해인 1532년 그의 장남 인 군빌리크가 진왕직을 계승했다. 그러나 최근 몇 년 동안 바르수볼라트가 1519년 30세 전후로 사망하고 군빌릭이 1520년에 진왕을 계승했다는 설이 돌기도 했다. 바르수볼라드의 자손들은 몽골 동부 오르도스부, 투메드부, 욘시예드부, 하르친부, 차하르부의 통치자가 되었다. 투메드부의 알탄 칸은 그의 아들이었다.

## 가계
- 처 : 보단 카툰(Бодин Хэтон), 체그토부의 호소이 타브넌의 딸

## 기타
북원 말기~청나라 초기 몽골인 역사가 사강 세첸은 그의 후손이라 한다. 바르수볼라트의 아들 중 군빌리크 메르겐(ᠬᠦᠨᠪᠢᠯᠢᠭ ᠵᠢᠨᠤᠩ) 진왕이 있고, 군빌리크 메르겐의 아들은 노무탄 콩타이지이고, 노무탄 콩타이지의 아들은 호톡타이 세첸 홍타이지이다. 사강 세첸은 자신이 호톡타이 세첸 홍타이지의 후손임을 강조했다. 호톡타이 세첸 홍타이지는 티베트 불교의 장려와 오이라트 정복 전쟁에 참여하는 등의 실적을 남겼다.
호톡타이 세첸 홍타이지의 아들이 제이르두시 다한 바타르 세첸 홍타이지이고, 그의 아들은 바투 다얀 바르스 세첸 홍타이지이고 그의 아들이 사강 세첸이다.
| 전임 다얀 카안 | 제35대 몽골 제국 대칸 1517년 - 1519년 | 후임 보디 알락 카안 |

| 전임 다얀 카안 | 제20대 북원 황제 1517년 - 1519년 | 후임 보디 알락 카안 |

| 전임 울루스 볼라드 | 몽골 동부 우익 3투멘의 진왕 1512년 ~ 1517년 1519년 - 1531년 | 후임 군빌리크 (오르도스부, 투메드부) 알탄 칸(투메드부) 우루진(우루친부) 나림(차간 타타르부) 보디다라오트 콩타이지(욘시예브부 일부) 바이사칼 혼도른(욘시예브부 일부와 카라친부) |